# Непослушное дитя биосферы
«Непослушное дитя биосферы» — научно-популярная книга Виктора Дольника по этологии человека. Она в популярной форме раскрывает биологические основы поведения человека — инстинкты.

## История
Книга выросла из серии научно-популярных статей, напечатанных видным биологом Виктором Рафаэльевичем Дольником в журнале «Знание — сила», в которых он в увлекательной манере объяснил с позиции этолога некоторые странности в поведении человека. Эти статьи составили целую книгу, которая вышла в 1994 году в свет под названием «Непослушное дитя биосферы».
Эта книга — беседы перед зеркалом о нас самих в кругу птиц, зверей, детей, далёких пращуров и близких предков. Но не нравоучительные и назидательные, а как раз такие, какие и подобает вести непослушным, проказливым и строптивым. Темы недозволенные, предметы запретные, речи вольные, а случаи либо смешные, либо страшные, либо нелепые.
К 2007 году книга была переиздана 5 раз и в последнем варианте (2004 год) включает девять глав.

## Содержание

### Глава 1. Археология человеческих пристрастий
Рассматривает происхождение и значение некоторых загадочных человеческих пристрастий — страсти к коллекционированию, к охоте, любви к собакам, непреодолимой тяги к огню. В числе предков человека перечислены австралопитеки, питекантропы, неандертальцы и кроманьонцы. Инстинкты в процессе эволюции никуда не исчезли. Лишние отмерли, полезные сохранились. Любовь к родине — один из них. Родина — это место, где прошло детство. Родина человечества — это саванна.

### Глава 2. Путешествие в мир предков
Глава рассказывает о том, как выглядели древние люди, что ели и как добывали себе пищу, как выглядели и что общего у современных людей с каннибалами. Предком человека обозначен живший 18 млн лет назад проконсул. 3 млн лет назад появился прямоходящий афарский австралопитек. Ему на смену пришёл человек умелый, а затем прямостоящий человек, который 500 тыс. лет назад и населил Южную Азию. Автор разделяет точку зрения, что предки людей были трупоедами. Охоту освоил человек разумный 40 тыс. лет назад, причём охота на быков в то время весьма напоминала корриду. Автор критически относится к идее матриархата и полагает, что лунный календарь был известен еще древним охотникам. Привычные представления о дикарях фиксируют современное состояние деградировавших народов, а не тех, кто создал первые цивилизации. Корни эстетики Дольник находит в опасливой завороженности приматов перед леопардами. Человеческую мораль автор также отслеживает с животных времён, когда у животных вырабатываются запреты на убийство сородичей.

### Глава 3. Такое долгое, никем не понятое детство
Посвящена привычкам и страхам человека, доставшимся человеку от его предков. Автор рассуждает о том, почему обезьяны смешны и приходит к выводу, что это следствие нашего сходства с ними. В природе это называется «этологическая изоляция». Примерами детских инстинктов автор называет сосательный, хватательный и собственнический. К животному миру восходят игры, которые делятся на три категории: «хищник-жертва», «брачные партнеры», «родители-дети».

### Глава 4. Рок рока
Концерты и стадионы выражают потребность в единстве, которая имеет аналоги и мире животных, когда они своими криками и гомоном показывают силу своего сообщества. Эти явления автор называет «пошумелками». Также рассматриваются такие объединения как «клубы» (неиерархические игровые сообщества) и «банды» (иерархические промысловые сообщества). Подростковые субкультуры (беспризорники, хулиганы, стиляги, хиппи, панки) трактуются как «клубы». Молодые особи, вышедшие из родительской опеки, имеют тенденции объединяться в «банды» — в них срабатывает программа расселения. Для людей это может выражаться в дальних походах.

### Глава 5. Об аистах, капусте и первородном грехе
Половое поведение также имеет инстинктивную основу. Любовь начинается с любви к родителям, которые фиксируют стандарт будущего полового партнера. Эротика лежит в основе разных форм искусства: от изготовления статуй до создания ваз и снежных баб. Ухаживания в мире людей и животных обнаруживают разительное сходство. Танец аналогичен токованию. Рассматривая половое поведение обезьян, автор замечает, что ухаживания, характерного для птиц, у них нет. Поэтому рецидивы изнасилований у людей — это атавизм. Семейная форма развивается из потребности иметь отца для воспитания детёныша. Первой формой является групповой брак.

### Глава 6. Какая форма брачных отношений характерна для человека
В этой главе излагаются некоторые предположения о развитии брачных отношений у человека, с учётом данных этнографии, антропологии и экологии. Автор рассматривает 4 формы брака: групповой брак, полигиния, полиандрия и моногамия. Промискуитет как гипотетическая форма отношений отвергается. Отличительной особенностью человека является гиперсексуальность (необусловленность полового поведения размножением), тогда как у животных обыкновенно существует чётко заданный брачный период. Автор рассматривает такие формы спаривания как быстрое (без брачных игр) и поощрительное (за пищу). Формой последнего является проституция у людей. Тем не менее, Дольник полагает, что исходная семья людей была моногамной как у гиббонов. На это указывает сильный инстинкт ревности. Однако на каком-то этапе произошёл переход к групповому браку.

### Глава 7. Этологические экскурсии по запретным садам гуманитариев
В этой главе автор излагает теории происхождения государства и власти, основанные на данных этологии и археологии. Автор описывает вслед за Лоренцем примеры агрессии в живой природе и приходит к выводу, что агрессия накапливается. При этом агрессия и страх оказываются неразделимыми. Также автор упоминает о «естественной морали» — программе, ограничивающей убийство во внутривидовом противостоянии. Агрессия обнаруживает иерархию, причём низы неизбежно деградируют. Для профилактики агрессии автор предлагает сосуществование множества иерархических сообществ. У приматов наиболее жёсткие иерархические сообщества образовывались на открытых пространствах (саванны), а менее жёсткие — в лесных чащах. Ближе всего к человеческому обществу построена иерархия павианов. Агрессивного вожака стаи автор называет автократом, уважаемых старых самцов — геронтами, а подчинённых — субдоминантами. В просторечии стадная иерархия выражается в оппозиции «пахан»/«шестёрки». Обращаясь к современности, Дольник критикует тоталитарные общества и социализм, у которого он обнаруживает «обезьянье лицо». Демократия, по мнению автора, является более совершенной и разумной формой организации, которая зародилась в обществах охотников и достигла своего наивысшего развития в английском парламентаризме. Истоки войн автор также находит в борьбе за территорию. Из этого делается вывод о естественном характере жизненного пространства для каждой особи. Автор заканчивает главу апологией частного собственника.
Этот раздел считается одним из самых спорных. Он вызвал критику со стороны представителей не только гуманитарных, но и естественных наук.

### Глава 8. Пляски жизни и смерти на сцене большого театра природы и истории
Глава посвящена этологическим механизмам, влияющим на глобальные демографические процессы. Там же приведены варианты развития демографической ситуации в недалёком будущем. Автор показывает, что жизнь популяции подчиняется определённой закономерности. Сначала наблюдается взрывной рост численности (демографический взрыв), затем экологический кризис, после которого следует коллапс (падение численности популяции) и в итоге стабилизация. Автор предрекает сокращение населения на Земле до 500 млн человек. Механизм сокращения численности может быть жёстким (войны, эпидемии) и мягким (понижение качества питания, в результате чего возрастает «безынициативность, апатия и подавленность»). Фактором, ограничивающим рост народонаселения, Дольник называет урбанизацию, эмансипацию женщин и «показную эротизацию».

### Глава 9. «От скотов нас Дарвин хочет до людской возвесть средины»
Название этой главы — строки из стихотворного послания А. К. Толстого председателю комитета по печати, наложившего запрет на опубликование книги Ч. Дарвина «Происхождение человека и половой отбор». Автор не противопоставляет разум и инстинкты, но настаивает на их взаимодействии. Разум необходим для коррекции врожденных программ. Вначале разум (интеллект, сознание) не слишком помогал человекообразным выжить, но речь поставила человека разумного на вершину мира природы. При этом речь и язык противопоставляются. Последний есть и у животных (например, у пчёл). Язык животных носит либо врождённый характер, либо формируется с помощью импринтинга (отличного от свободного обучения). Происхождение религии автор выводит из достраивания социальной иерархии, в результате которой формируется представление о божестве как о «сверхиерархе» — величественном повелителе хищников. Сама же религия состоит из ритуалов, табу и инстинктивных программ. Причём, подобно Вольтеру, автор соглашается с необходимостью сохранения религии, поскольку пророки просто удачно выражали подсознание.

## Критика книги
Книга получила ряд отзывов от критиков, как положительных, так и отрицательных.
- Этолог, д-р биол. наук Евгений Панов, ознакомившись с книгой, заявил, что В. Р. Дольник не обладает должной компетентностью в сфере поведения человека[3].
- Орнитолог, занимающийся этологией, канд. биол. наук Владимир Фридман, также раскритиковал ненаучный стиль книги[5].
- Палеонтолог, канд. биол. наук Кирилл Еськов высказывается о книге положительно, хотя и не отрицает наличие непроверенных утверждений[6].
- Популяризатор науки, д-р биол. наук Александр Марков высказывает двойственное отношение к книге. С одной стороны, по его мнению, книга заставляет взглянуть читателя на себя по другому. С другой стороны, он высказывает недоверие к 70 % информации из книги[6].
- Жесткую критику книга получила от историка науки, кандидата биологических наук Алексея Куприянова, который называет книгу В. Р. Дольника губительной для науки[6].